# Heliconius
Heliconius (denominados popularmente, em inglês, Passion vine butterflies ou Longwings; cujo significado, em português, é Borboletas da flor-da-paixão ou Asas longas) é um gênero de insetos neotropicais da ordem Lepidoptera, família Nymphalidae e subfamília Heliconiinae, proposto por Jan Krzysztof Kluk em 1780. Sua espécie-tipo, Heliconius charithonia, foi nomeada por Carolus Linnaeus em 1767, com a denominação de Papilio charithonia, sendo uma das poucas espécies de borboletas do gênero a atingir a região sul dos Estados Unidos e chegando até a América Central e cordilheira dos Andes; com a maioria das espécies distribuídas da Guatemala ao noroeste da América do Sul e bacia do rio Amazonas. As lagartas de Heliconius se alimentam de plantas do gênero Passiflora (família Passifloraceae). Os tecidos de Passiflora apresentam níveis mais ou menos elevados de compostos glicosídeos cianogênicos que são transferidos para os adultos após a metamorfose, os tornando impalatáveis para seus predadores. Heliconius significa habitantes do Monte Hélicon (de acordo com Turner, 1976), uma montanha no sul da Grécia, mais precisamente na Beócia, considerada na Grécia antiga como fonte de poesia e inspiração.

## Características principais de borboletasHeliconius
São borboletas dotadas de olhos grandes, antenas longas, asas longas e estreitas, geralmente com suas margens arredondadas e apresentando uma diversidade de combinações de cores em negro, branco, amarelo, laranja, abóbora, vermelho e azul. Neste caso, sua aparência externa está tão intimamente ligada à sobrevivência e à reprodução, que é alvo de intensa seleção natural e sexual. A combinação dessas duas forças evolutivas gera, rotineiramente, uma grande diversidade em padrões aposemáticos de pigmentos. Por sua impalatabilidade, as espécies de Heliconius estão em frequentes relações de mimetismo batesiano com borboletas e mariposas, ou traças, palatáveis de outros gêneros e famílias e em relações de mimetismo mülleriano entre si e entre borboletas da tribo Ithomiini (Nymphalidae; Danainae). Os motivos dessa extrema diversidade são múltiplos, porque o padrão de coloração de asas desempenha seu papel em uma variedade de processos biológicos, desde a termorregulação até a evasão de predadores e a atração para a cópula. Um dos mais conhecidos casos de espécies co-miméticas ocorre entre Heliconius erato e Heliconius melpomene, que evoluíram em uma diversidade de raças geográficas, ou subespécies, parecendo idênticas em qualquer localidade em que convivam; porém seus padrões particulares mudam em cada região de sua área geográfica. Para piorar sua complexa identificação, espécies que convivem em diferentes habitats e que utilizam diferentes plantas-alimento, com asas de diferentes padrões de coloração, ainda podem gerar híbridos férteis ou inférteis.

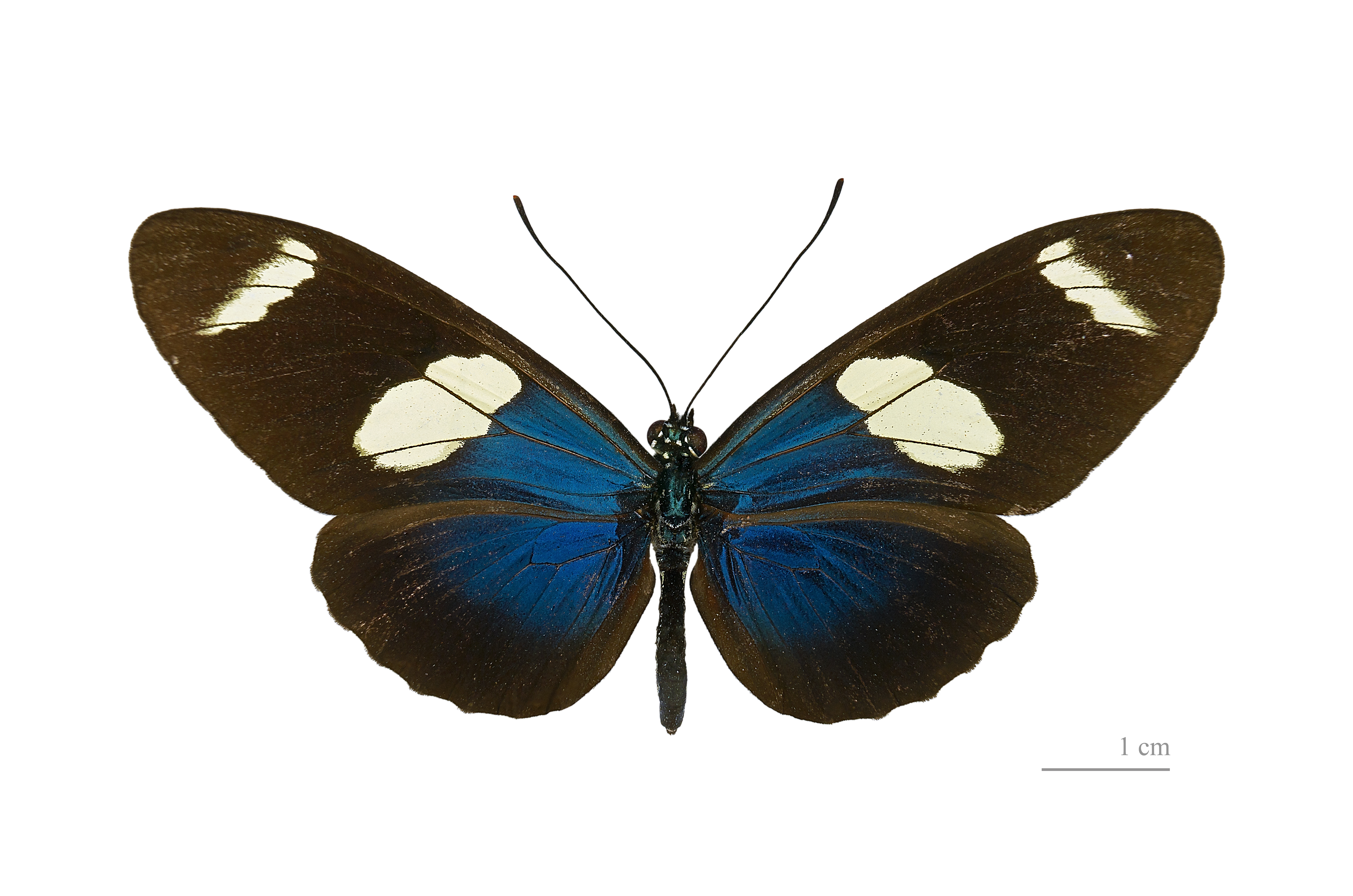
Fotografia de H. sara ssp. sara, vista superior. Embora os padrões de cores em amarelo, laranja, abóbora e vermelho sejam os mais comuns em borboletas do gênero Heliconius, algumas espécies como esta e H. wallacei[17], sapho[18] e cyndo[19], possuem seus padrões de asas em azul.
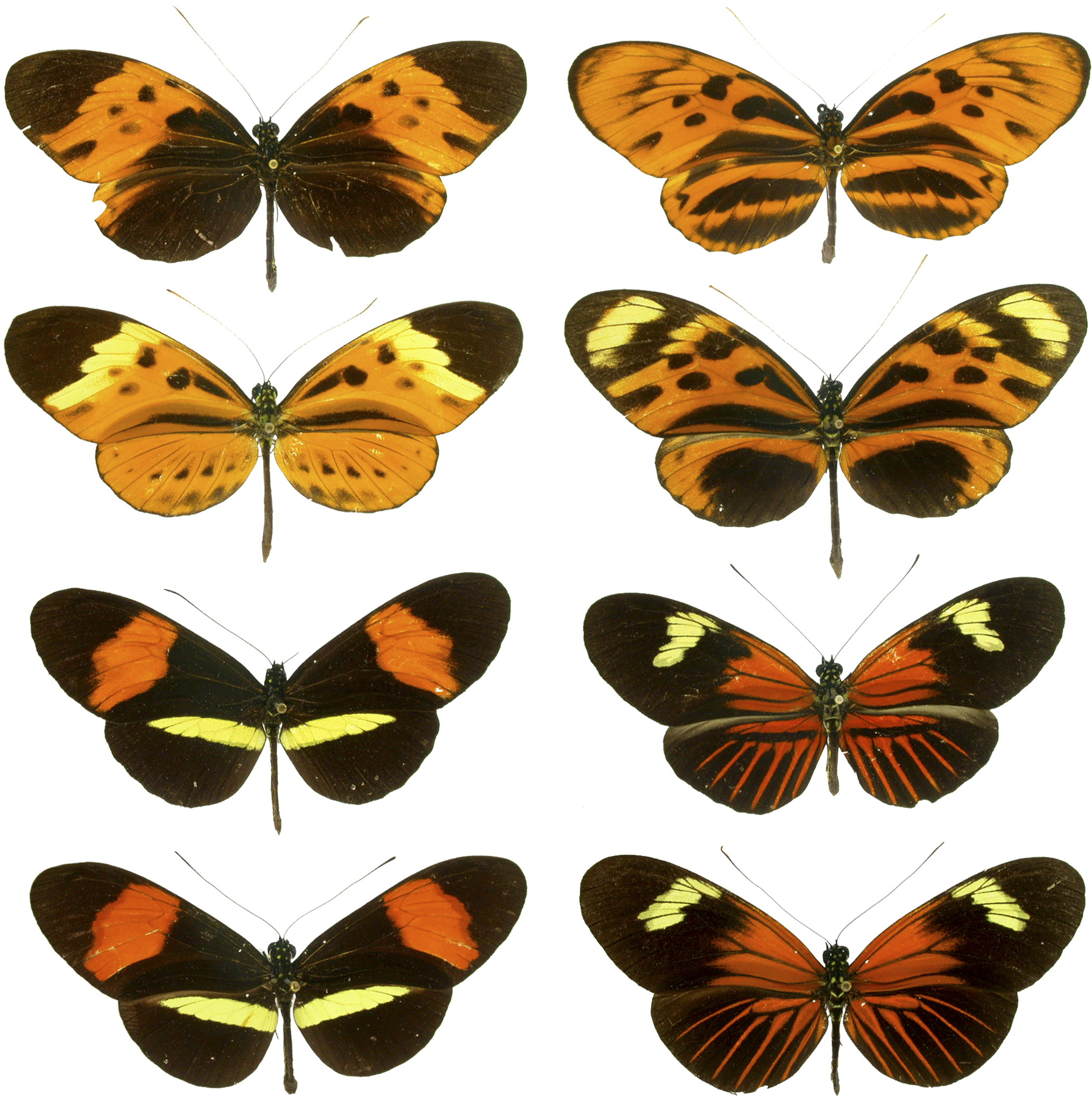
O mimetismo mülleriano em borboletas Heliconius é visto aqui, apresentando quatro formas de H. numata, duas formas de H. melpomene e as duas formas de imitação, correspondentes, de H. erato.
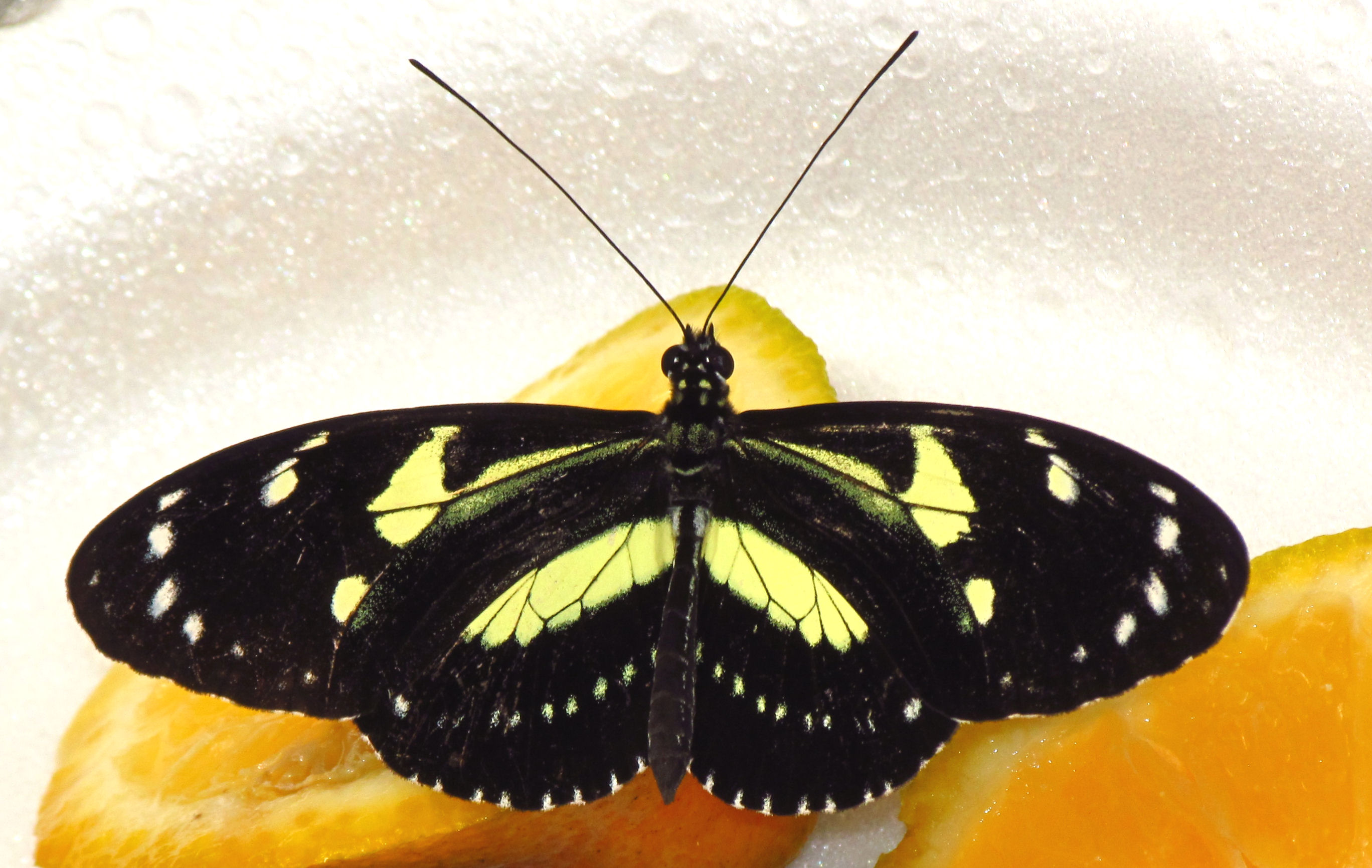
Segundo o lepidopterologista Bernard d'Abrera, H. hecuba é uma espécie muito variável, mas distinta o suficiente para não ser confundida com nenhuma outra.[5] Já H. charithonia não possui a variabilidade local dos padrões de asas de seu gênero.
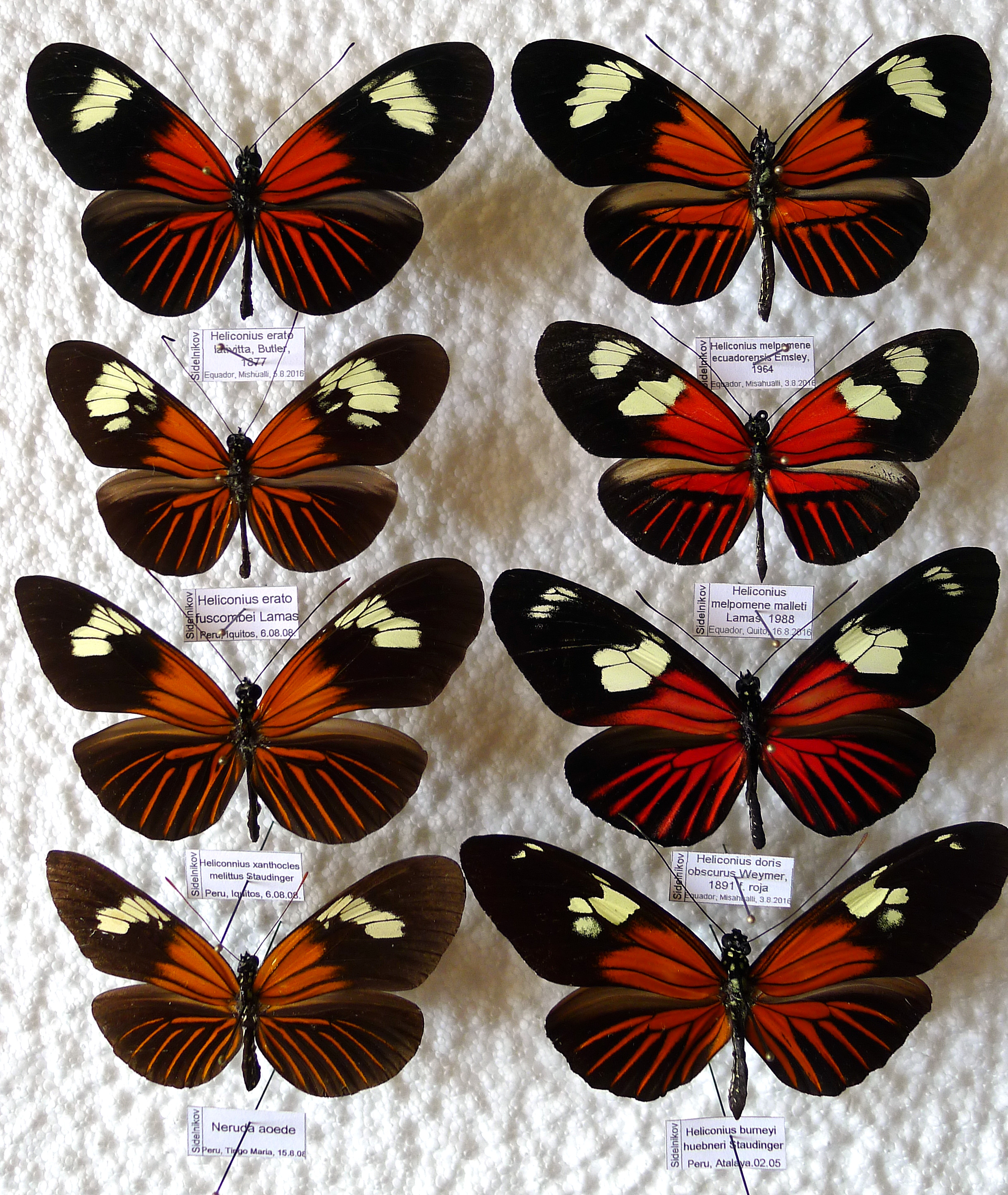
Esta foto apresenta relações de mimetismo mülleriano entre espécimes de borboletas Heliconiini dos gêneros Heliconius, Laparus e Neruda, todas pertencentes à tribo Heliconiini da subfamília Heliconiinae.
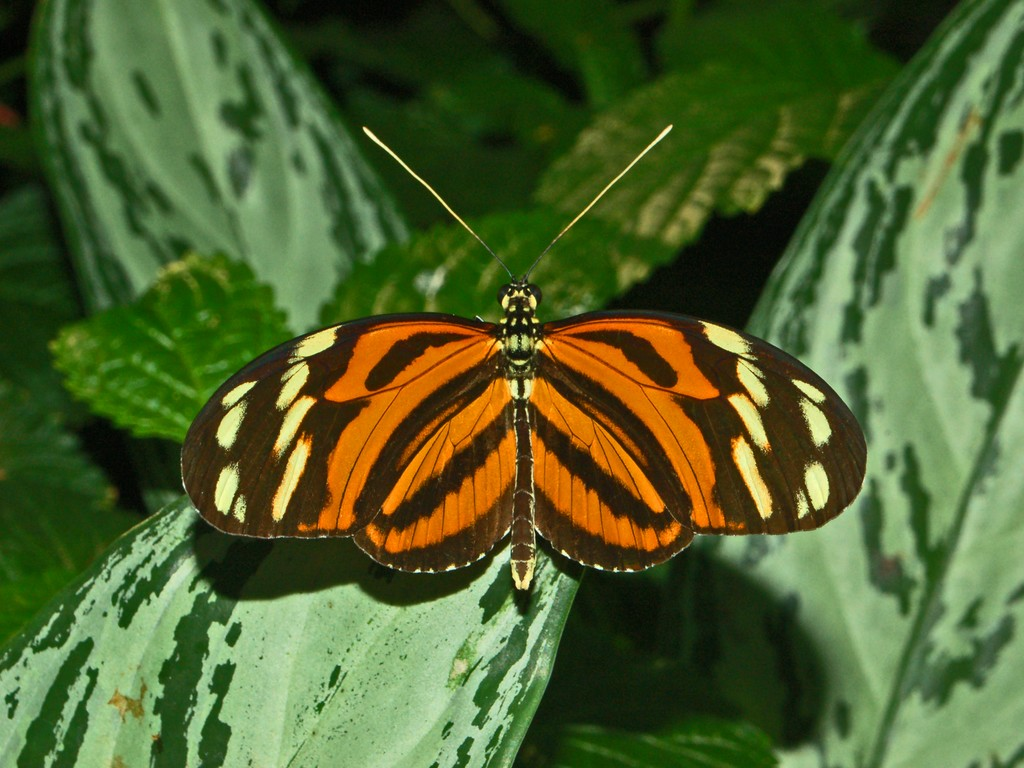
Esta foto mostra a borboleta H. ismenius ssp. telchinia em seu habitat, um Heliconiini em associação de mimetismo mülleriano com o Danainae da espécie Lycorea halia.
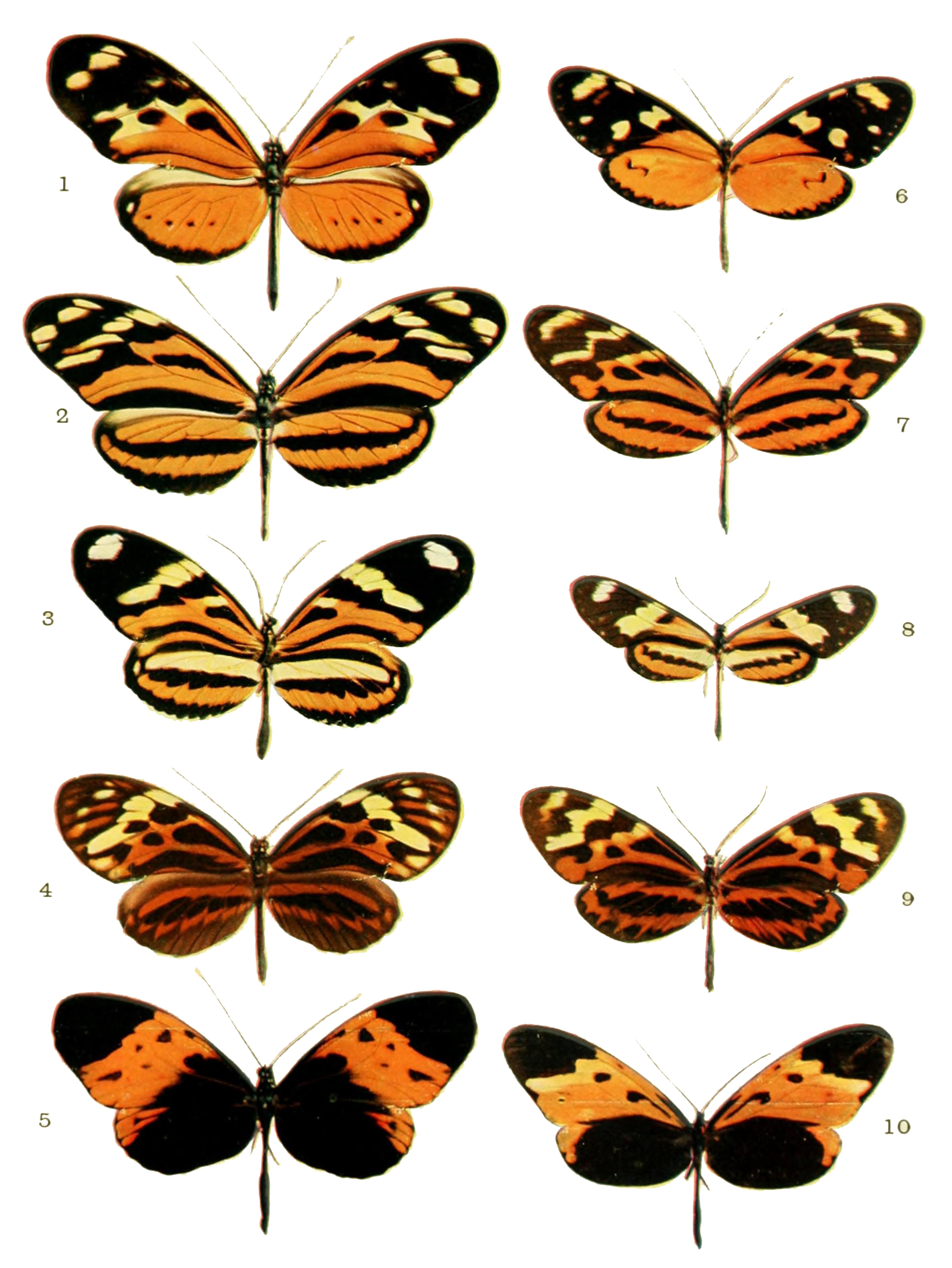
Imagem mostrando relações de mimetismo mülleriano entre borboletas Heliconius (à esquerda) borboletas Ithomiini (à direita).

## Dimorfismo sexual
O dimorfismo sexual aparente pouco ocorre no gênero Heliconius, com exceção da rara Heliconius nattereri, da região sudeste do Brasil, em que machos e fêmeas apresentam diferentes colorações em suas asas. Dentre os fatores pouco perceptíveis, foi descoberto que o olho composto de Heliconius erato é sexualmente dimórfico. Fêmeas apresentam três fotorreceptores sensíveis ao comprimento de ondas de luz, enquanto os machos têm apenas dois.

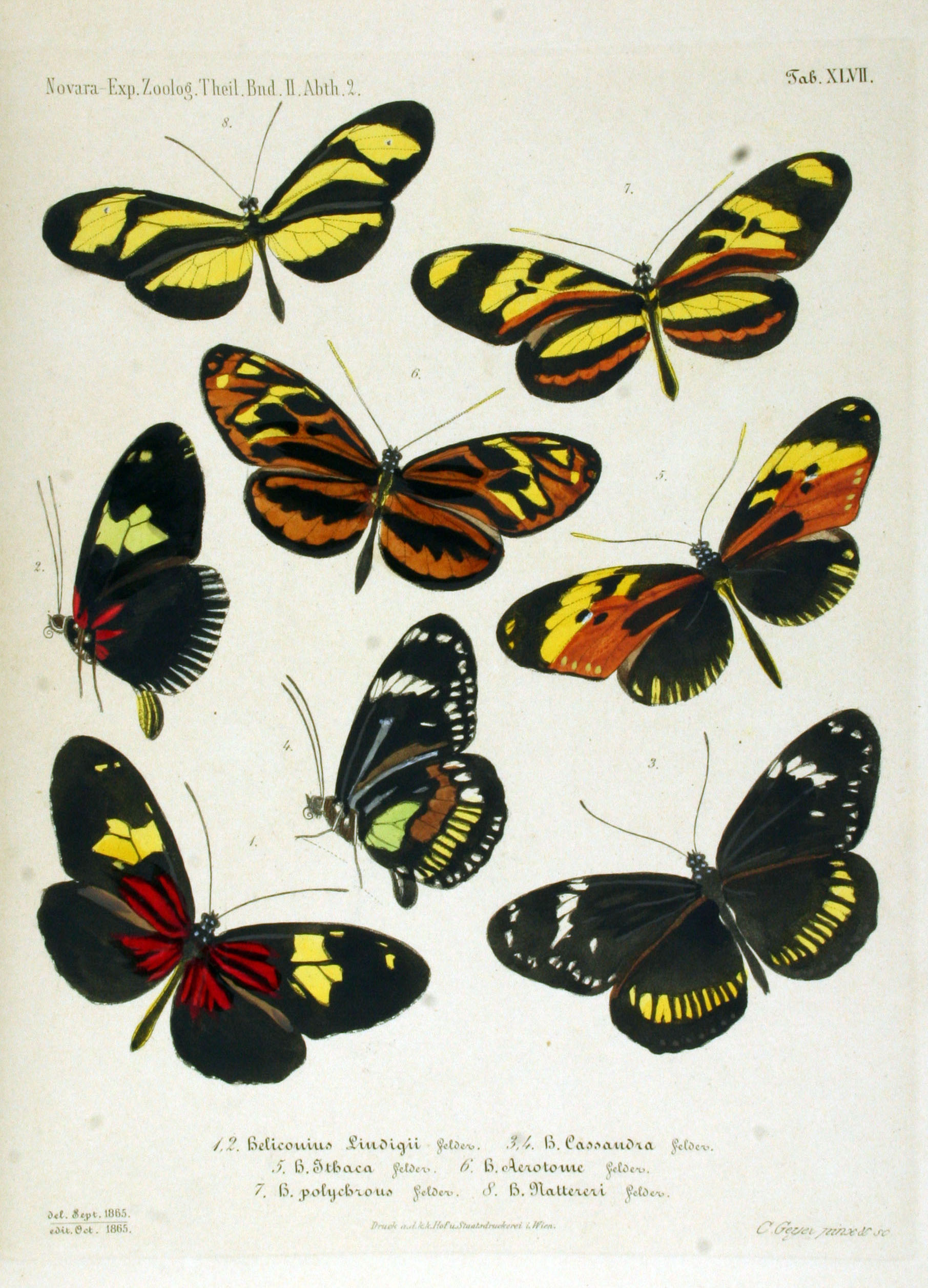
O macho de H. nattereri é a borboleta acima e à esquerda, nesta ilustração do ano de 1864, retirada de sua descrição original. As asas posteriores da fêmea se assemelham às da subespécie H. ethilla polychrous à sua direita, porém as asas anteriores apresentam mais o laranja do que o amarelo.
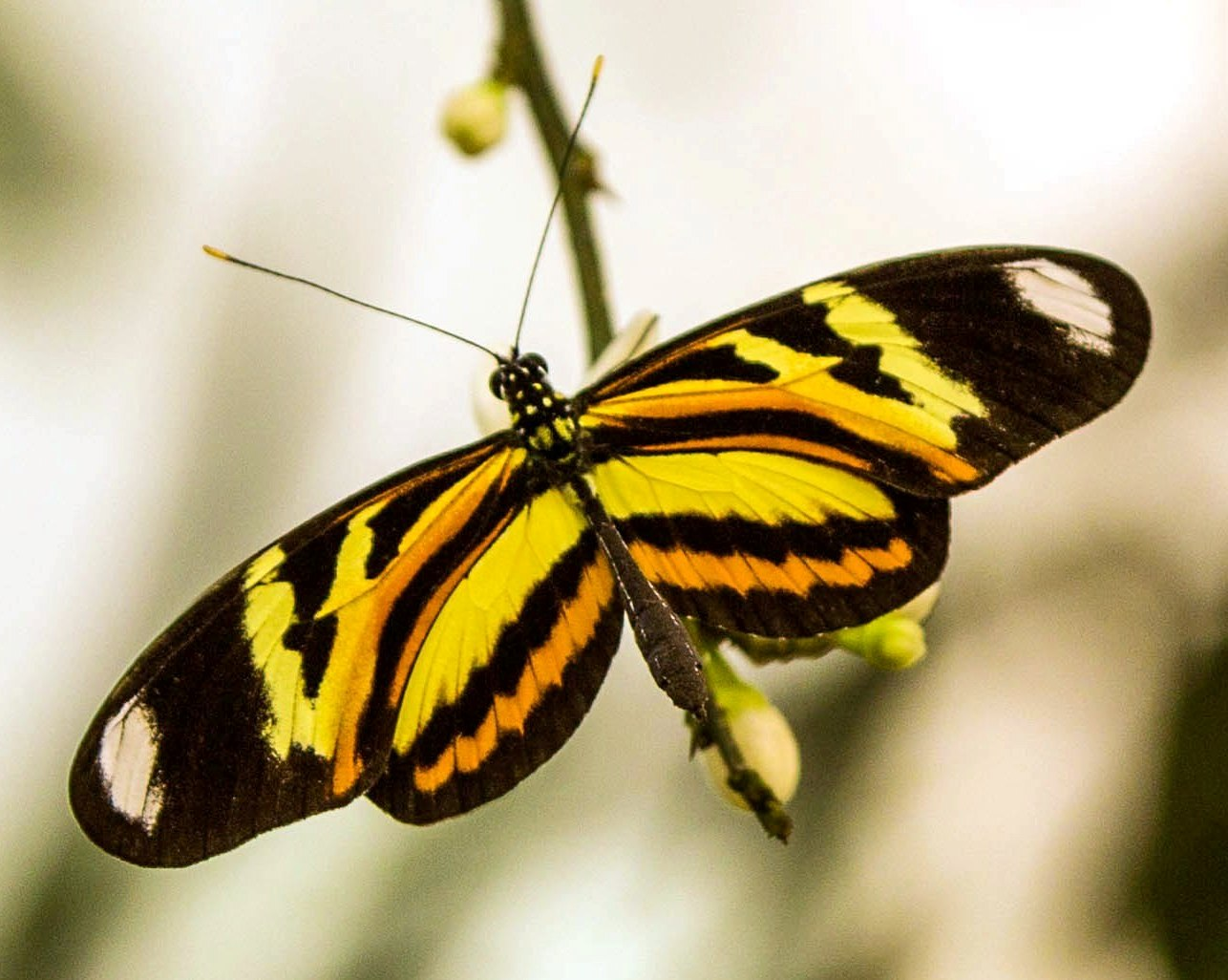
H. ethilla ssp. polychrous, vista superior.

## Hábitos, habitat e alimentação do adulto
Estas borboletas voam lentamente, pairando no ar, em áreas de floresta tropical e subtropical úmida; flutuando frequentemente em trilhas, clareiras e lugares de floresta secundária, onde são mais propensas a encontrar as flores (Psychotria, Psiguria, Gurania, Lantana) e as plantas hospedeiras de suas lagartas. Os adultos destas borboletas, e também de Laparus doris (ex Heliconius doris), coletam ativamente o pólen das flores com sua espirotromba, extraindo nutrientes que lhes capacitem para uma existência mais longa do que as de outras borboletas, chegando até nove meses, e afetando a sua produção de ovos; o que faz fêmeas coletarem significativamente mais pólen do que os machos. De um breve período de dispersão, após sua eclosão, adultos de Heliconius logo estabelecem-se em áreas onde permanecem para o resto de suas vidas; com populações organizadas em unidades moderadamente sedentárias, com pouco movimento de indivíduos, ocupando gregariamente, durante a noite, galhos de arbustos ou árvores baixas e retornando aos mesmos locais na noite seguinte, alojando-se em locais mais ou menos protegidos do vento e da chuva. Parece que as plantas e seu pólen são mais significativos para seu estabelecimento do que a planta-alimento das lagartas na determinação da avaliação de uma fêmea sobre seu habitat. Elas desenvolveram um corpora pedunculata maior do que o habitual. Esta é uma região do cérebro dos insetos que se pensa estar envolvida com a memória. Sendo eficazes em aprender a localização de plantas de alimentação e hospedagem de suas lagartas, em seu habitat, e verificando-as durante os meses de sua existência. Para acasalar-se, os machos de certas espécies procuram as pupas das fêmeas, assentando-se nelas um dia antes do surgimento de suas parceiras. A cópula ocorre na manhã seguinte, antes que a fêmea tenha se desvencilhado completamente de sua crisálida.

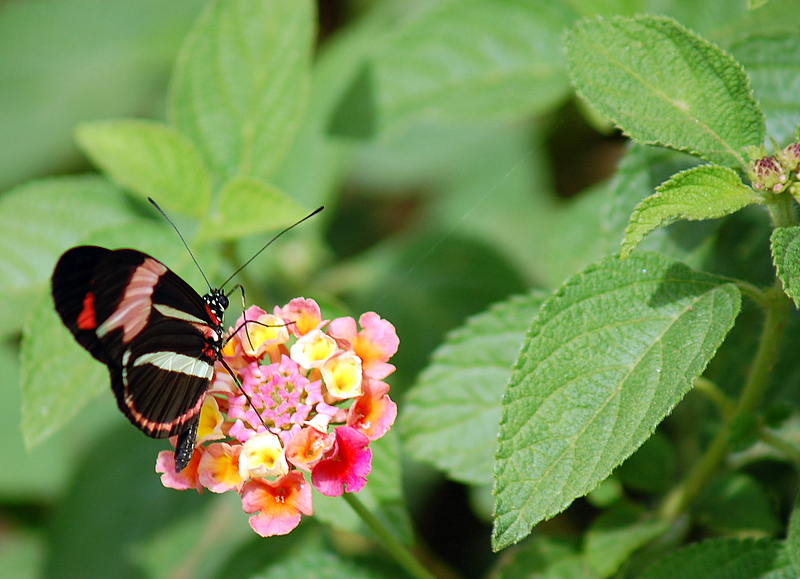
Uma borboleta H. besckei sobre flores de Lantana camara, no Jardim Botânico de São Paulo.
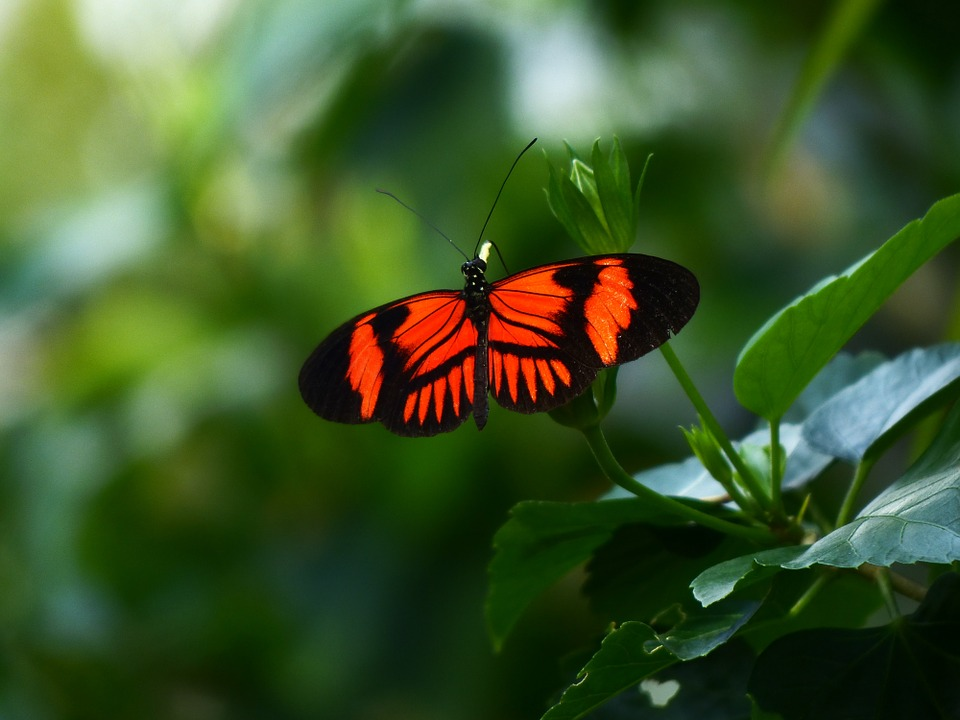
Uma borboleta H. melpomene sobre flor, onde é possível enxergar o pólen em sua espirotromba.

## Ovo, lagarta e crisálida
Os ovos são em forma peculiar de fuso ou em forma de garrafa e são colocados isoladamente ou em grupos. As lagartas são espinescentes e as crisálidas ficam suspensas, com a cabeça para baixo, nos caules de sua planta-alimento. Às vezes elas são dotadas de compridos cornos, como as crisálidas de Heliconius erato e Heliconius hecalesia. Suas lagartas podem ser gregárias, como ocorre com Laparus doris, ou solitárias e canibais. Curiosamente, neste último caso, as plantas de Passiflora, sua alimentação, desenvolveram um sistema de defesa de ovos falsos. As borboletas fêmeas vêem o que parece ser um ovo em um caule novo, onde geralmente são depositados os ovos, por conter maiores níveis de glicosídeos cianogênicos, e evitam colocar o seu ovo solitário nele, sendo que tal estratagema da planta é basicamente uma intumescência de tecido vegetal amarelado. Elas também desenvolveram folhas de formas muito variáveis, como se fossem disfarces para enganar seus herbívoros; além de apresentar glândulas dispersoras de néctar que incentivam formigas a residir em suas folhas e a repelir os intrusos.

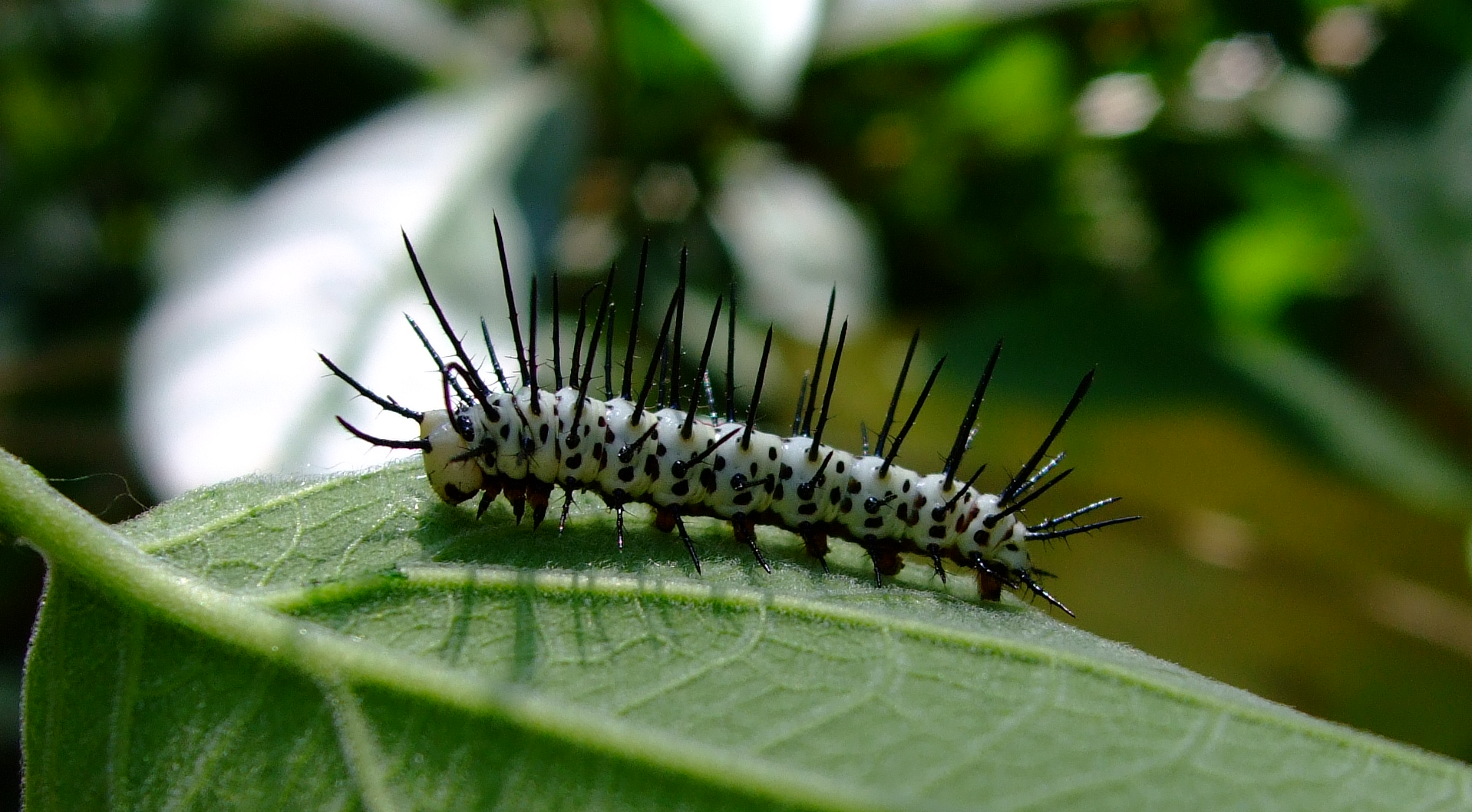
Lagarta de H. charithonia, em seu habitat. Espécies como H. erato tem lagartas altamente canibais e colocam ovos separadamente em brotos de sua planta hospedeira.
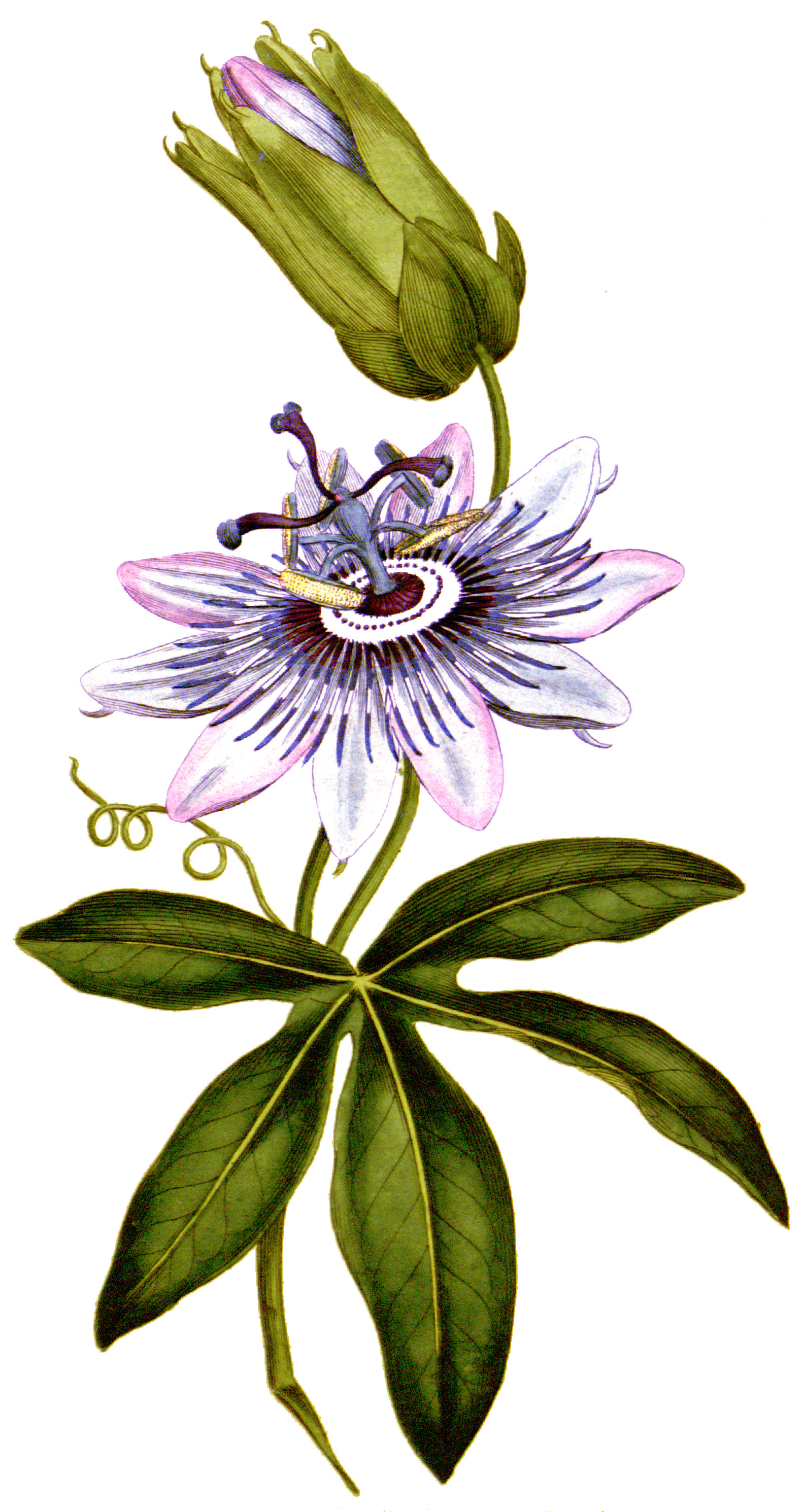
As lagartas de borboletas Heliconius se alimentam de várias espécies de lianas do gênero Passiflora (ilustração), sintetizando seus glicosídeos cianogênicos para a fase adulta.

## HeliconiusLatreille, 1804
De acordo com o Museu de História Natural de Londres, Pierre André Latreille, em seu trabalho Heliconius - publicado no Nouveau Dictionnaire D'histoire Naturelle - deu seu diagnóstico para este gênero em sua página 185, não citando nenhuma espécie nominal (espécie baseada em um espécime
tipo). Na página 199, no entanto, Latreille comparou o seu sistema com o de Johan Christian Fabricius e cita Papilio ricini Linnaeus e Papilio charithonia Linnaeus (atribuídos por ele a Fabricius). Deve se notar, aqui, que Latreille observou (na página 95) que este era um novo gênero.
A história subsequente deste nome, do ponto de vista da classificação científica foi, por cento e trinta anos, um dos pontos de mal-entendido contínuo. Várias tentativas foram feitas para selecionar uma espécie-tipo para este gênero, mas todas elas falharam; até que, em 1933, foi selecionado Papilio charithonia (Linnaeus, 1767), a segunda das duas espécies citadas por Latreille em 1804.
O nome Heliconius Latreille 1804 (no parecer 382 do Índice Oficial de Nomes Genéricos Rejeitados e Inválidos em Zoologia, publicado em 1956), foi considerado inválido como um homônimo júnior do nome Heliconius Kluk; sendo inválido também como um sinônimo júnior deste nome.; até que, em 2014, a Comissão Internacional de Nomenclatura Zoológica corrigisse a data de publicação dos nomes Danaus, Heliconius, Nymphalis e Plebejus para Kluk (1780), em vez de Kluk (1802).

## Nomenclatura vernácula em português
De acordo com os livros Borboletas do Brasil / Butterflies of Brazil, volume 2, de Haroldo Palo Jr., e Borboletas: Livro do Naturalista, de Luiz Soledade Otero, as Heliconius podem receber as denominações vernáculas de Gravata (Heliconius besckei), Maria-boba (Heliconius erato ou Heliconius ethilla narcaea), Mariquita (Heliconius ethilla) e Castanha amarela (Heliconius sara). O biólogo Eurico Santos ainda cita, em seu livro Zoologia Brasílica, vol. 10: Os Insetos, as denominações Alemã (Heliconius erato phyllis) e Crista-de-galo para espécies que ele não determinou, no Rio de Janeiro, com asas "de cores vivas, sobre fundo negro ou negro-azulado"; dentre elas, com toda a probabilidade, Heliconius sara apseudes.

## GênerosEueideseNeruda
Na tribo Heliconiini, outros dois gêneros parecidos com Heliconius são Eueides e Neruda, este último em homenagem ao poeta chileno Pablo Neruda e caracterizado por áreas androconiais expandidas na margem costal das asas traseiras em machos adultos. Apresentam borboletas de menores dimensões, algumas lembrando Acraeini do gênero Actinote, como Eueides pavana; outras lembrando espécies de Heliconius, como Eueides isabella e Neruda aoede.

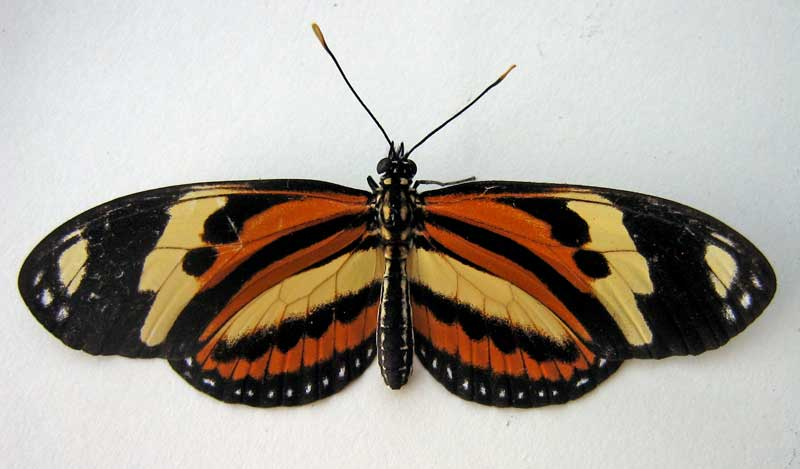
Uma borboleta Eueides isabella, ssp. dianassa, mimética de H. ethilla narcaea na região sudeste do Brasil.
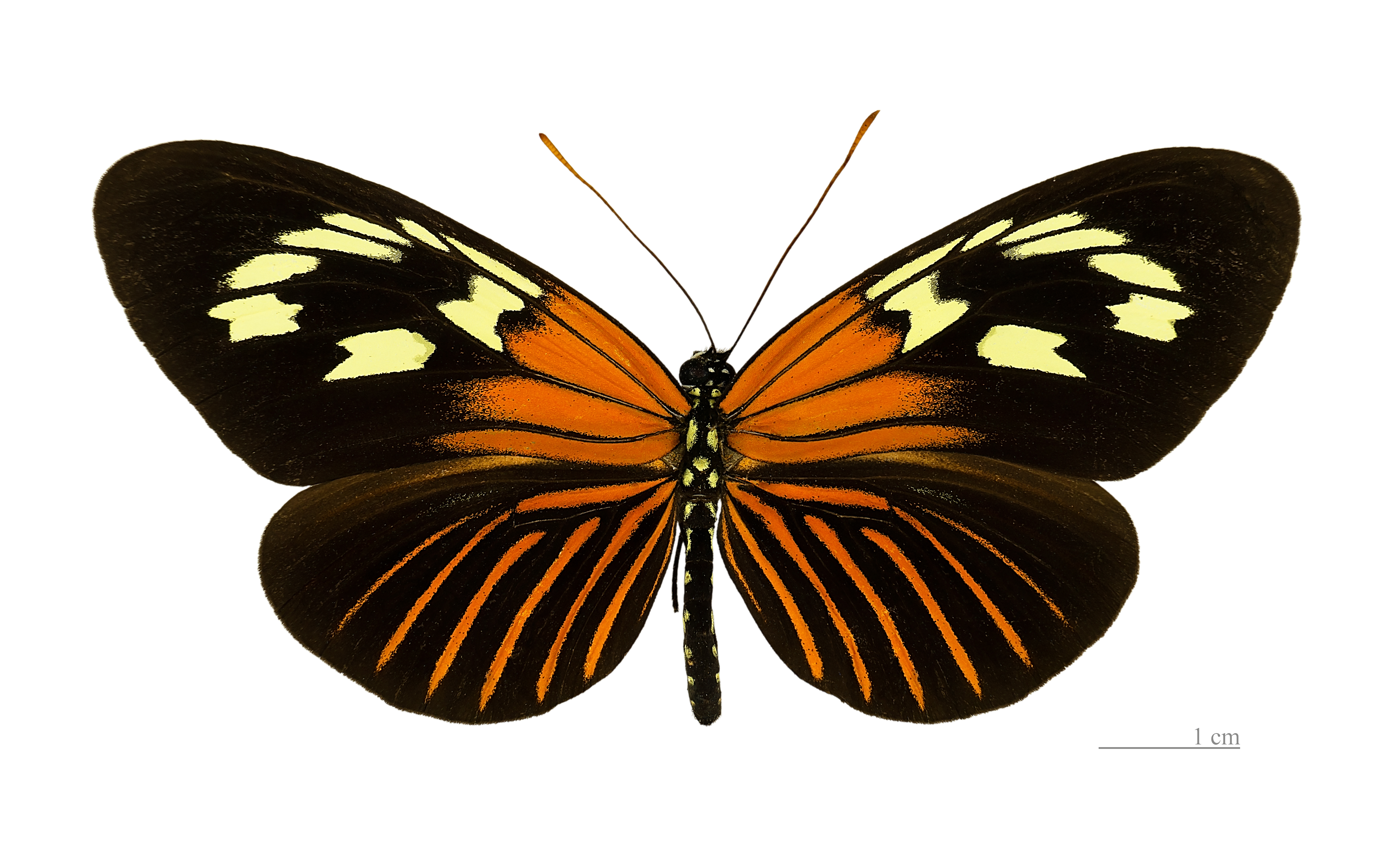
Uma borboleta Neruda aoede, vista superior.

## Galeria de imagens retiradas deIllustrations of new species of exotic Butterflies(século XIX)
Por William Chapman Hewitson.

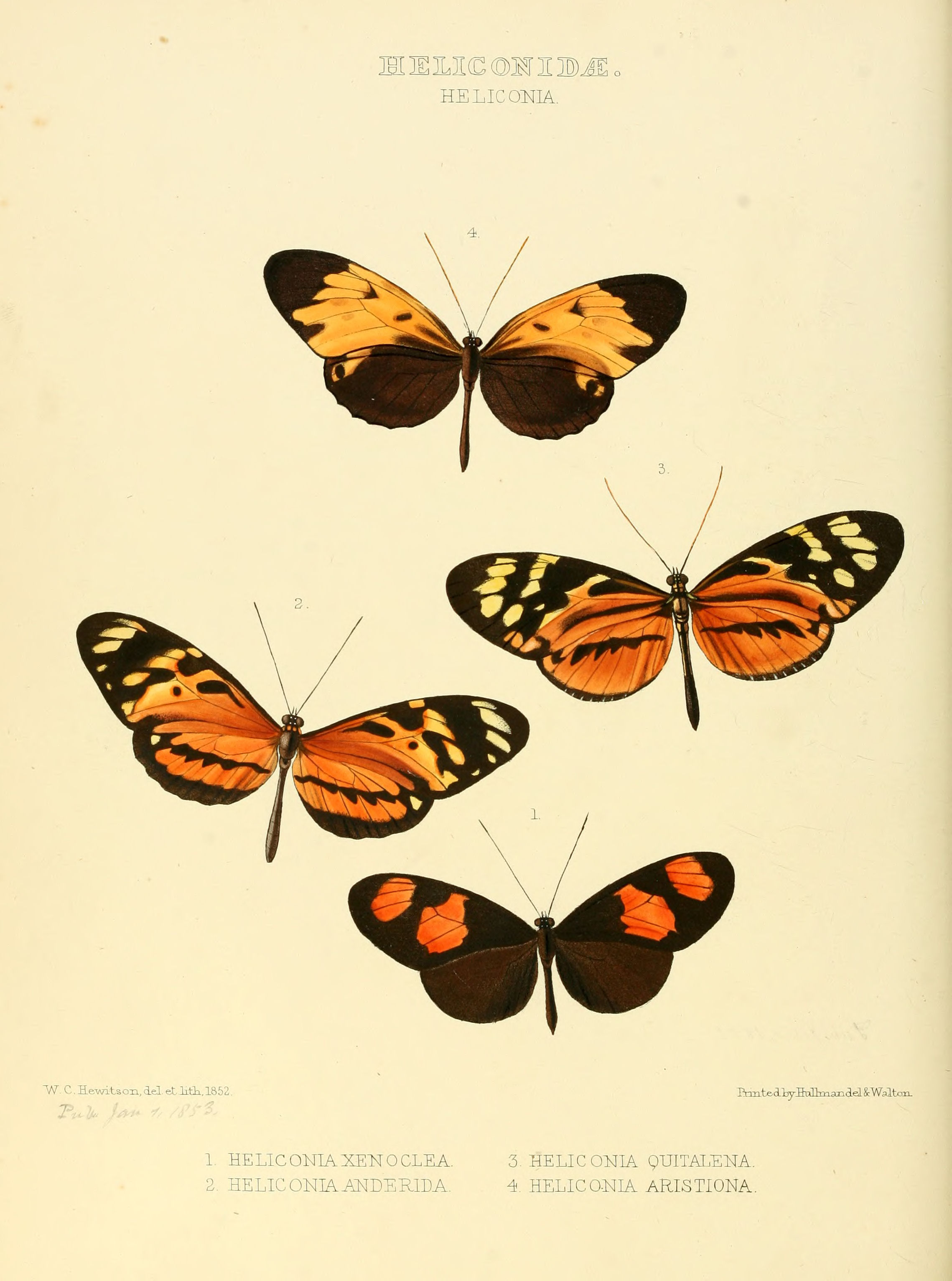
Ilustração de Heliconius: Figura 1. H. melpomene; Figura 2. H. hecale; Figura 3. H. hecale; Figura 4. H. numata.
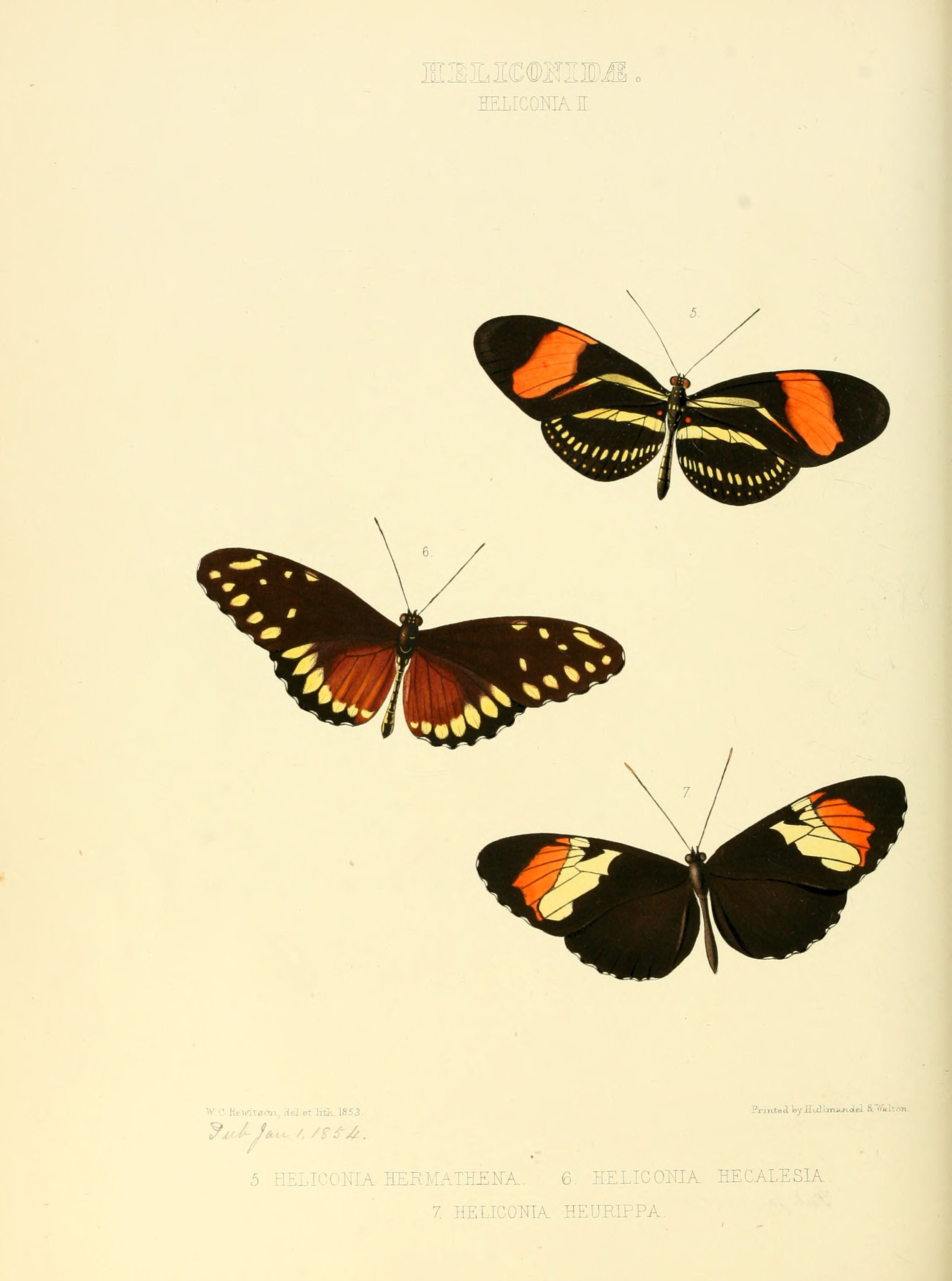
Ilustração de Heliconius: Figura 5. H. hermathena; Figura 6. H. hecalesia; Figura 7. H. heurippa.
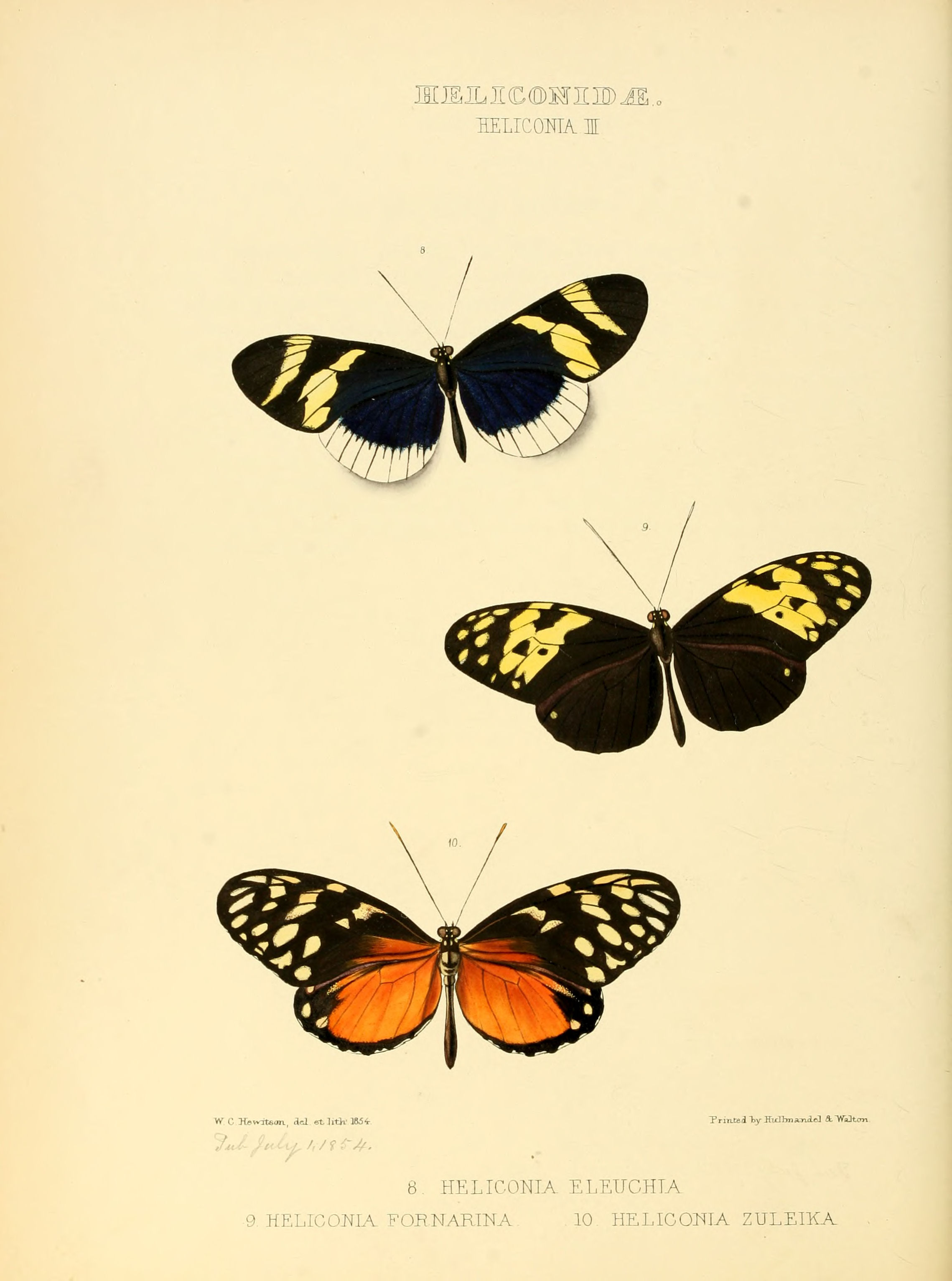
Ilustração de Heliconius: Figura 8. H. eleuchia; Figura 9. H. hecale; Figura 10. H. hecale.
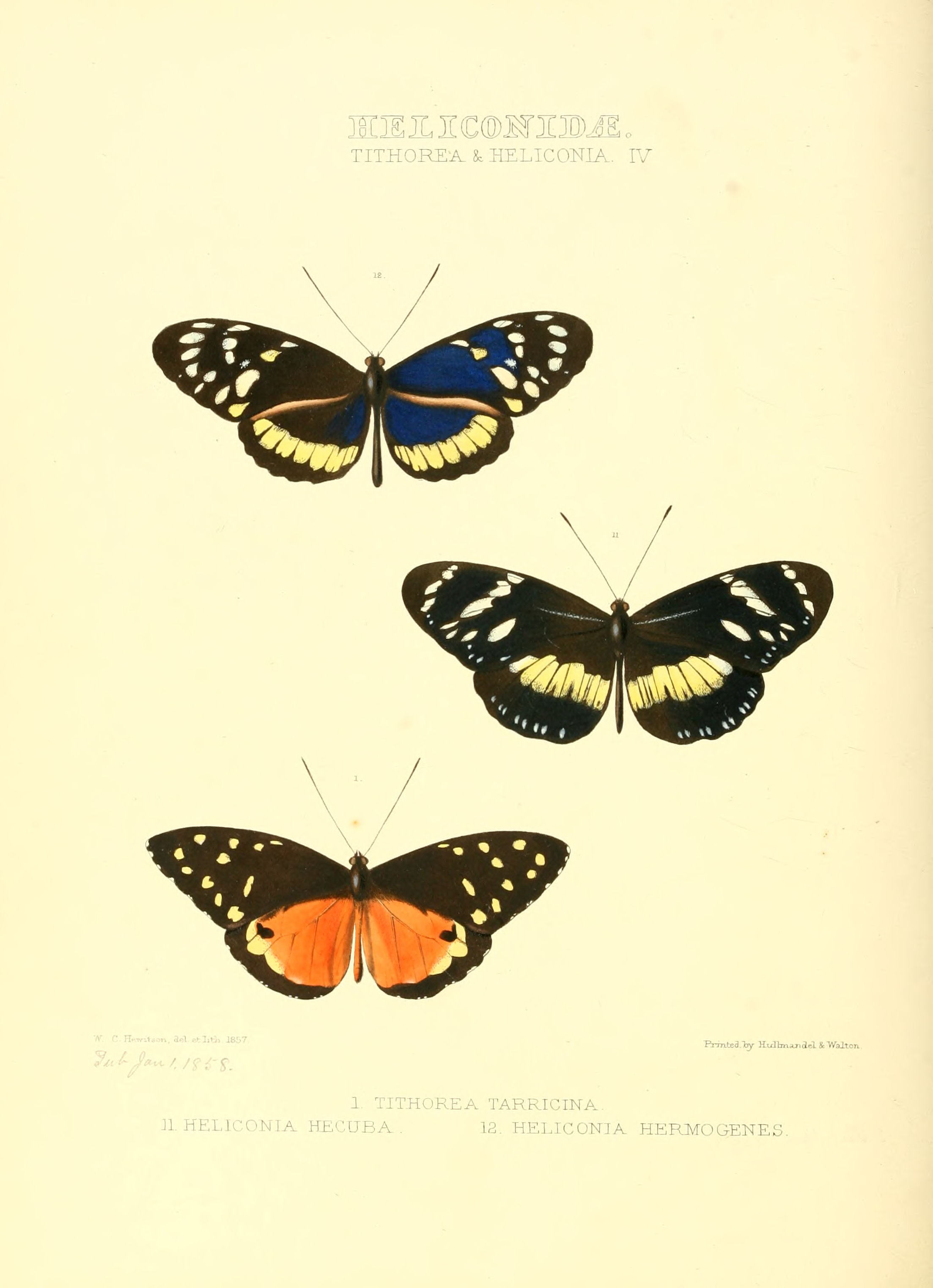
Ilustração de Heliconius: Figura 1. Tithorea tarricina (um Danainae não pertencente ao gênero)[40]; Figura 11. H. hecuba; Figura 12. H. cydno.
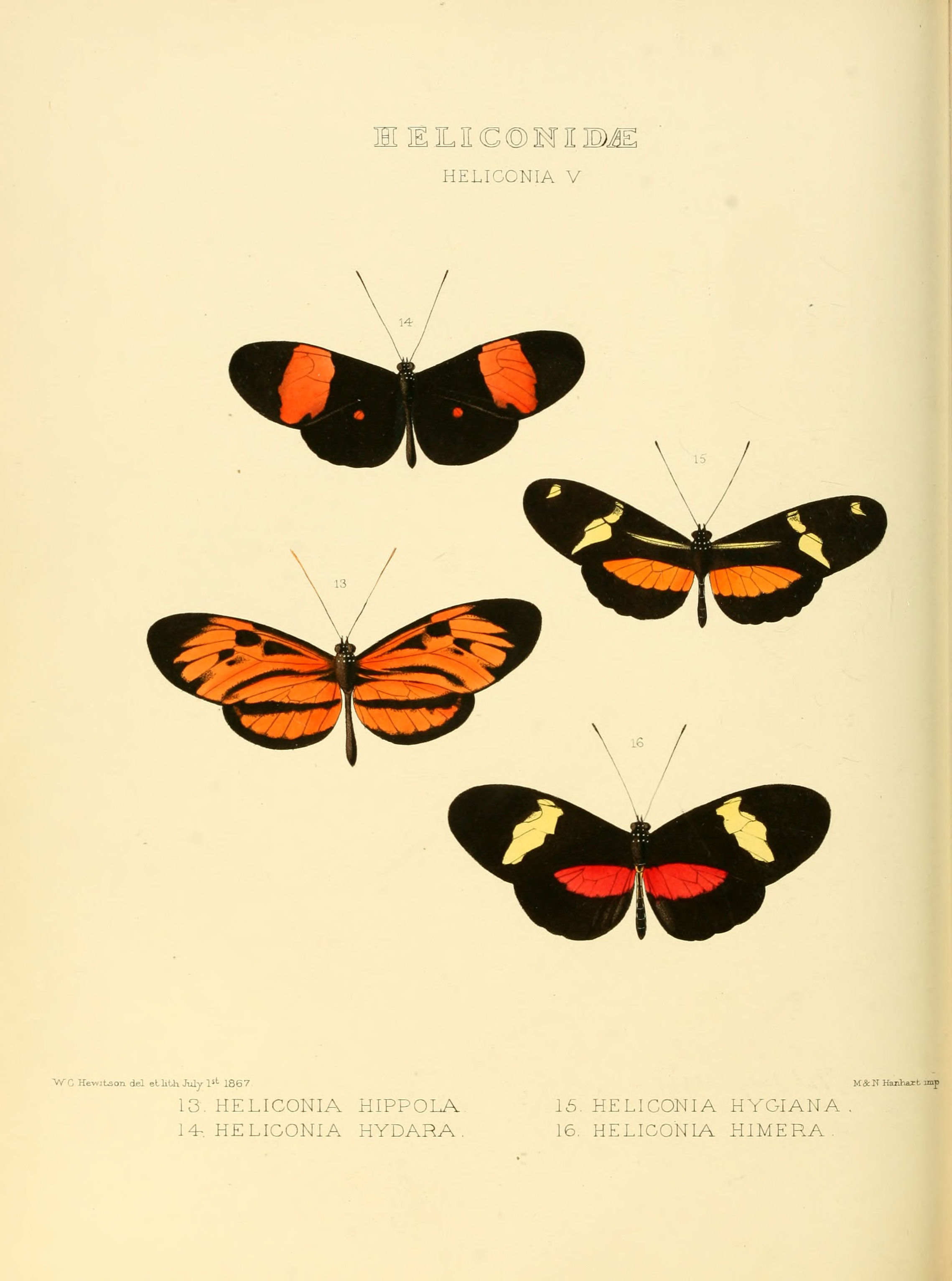
Ilustração de Heliconius: Figura 13. híbrido entre H. ethilla e H. melpomene; Figura 14. H. erato; Figura 15. H. clysonymus; Figura 16. H. himera.
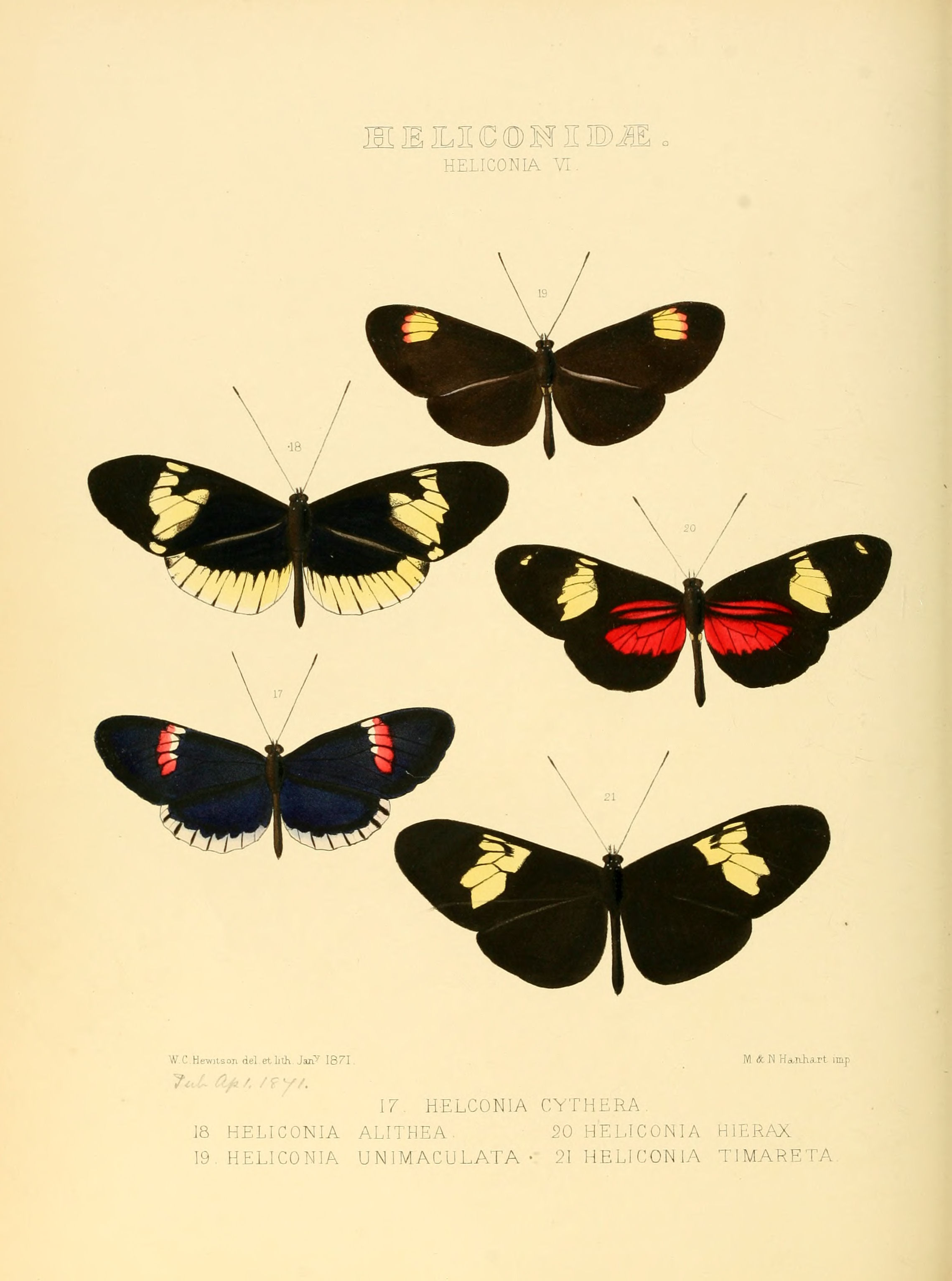
Ilustração de Heliconius: Figura 17. H. melpomene; Figura 18. H. cydno; Figura 19. H. melpomene; Figura 20. H. hierax; Figura 21. H. timareta.
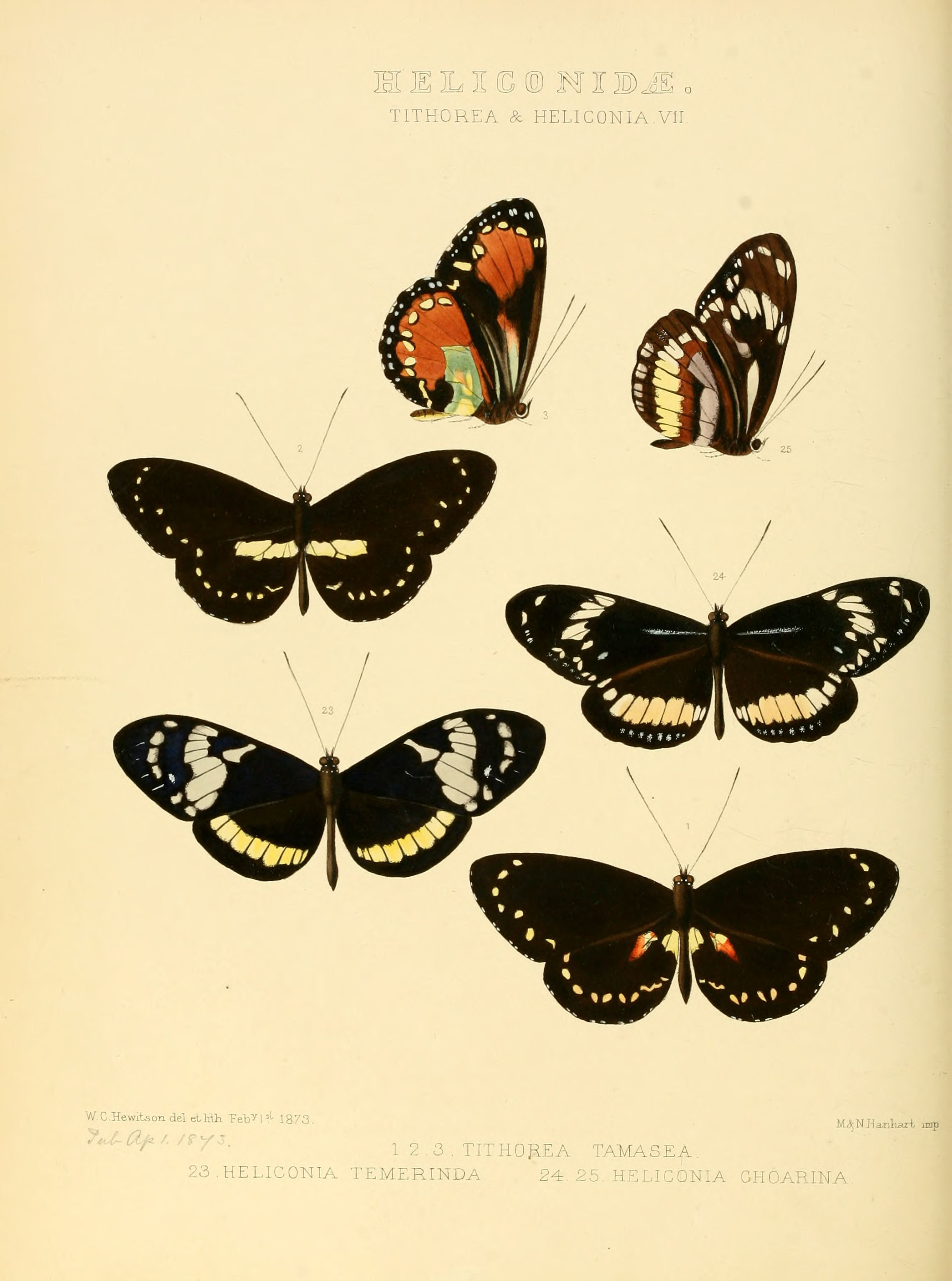
Ilustração de Heliconius: Figuras 1, 2 e 3. Elzunia humboldt (um Danainae não pertencente ao gênero)[41]; Figura 23. H. cydno; Figuras 24, 25. H. hecuba (vista superior e inferior, lateral).
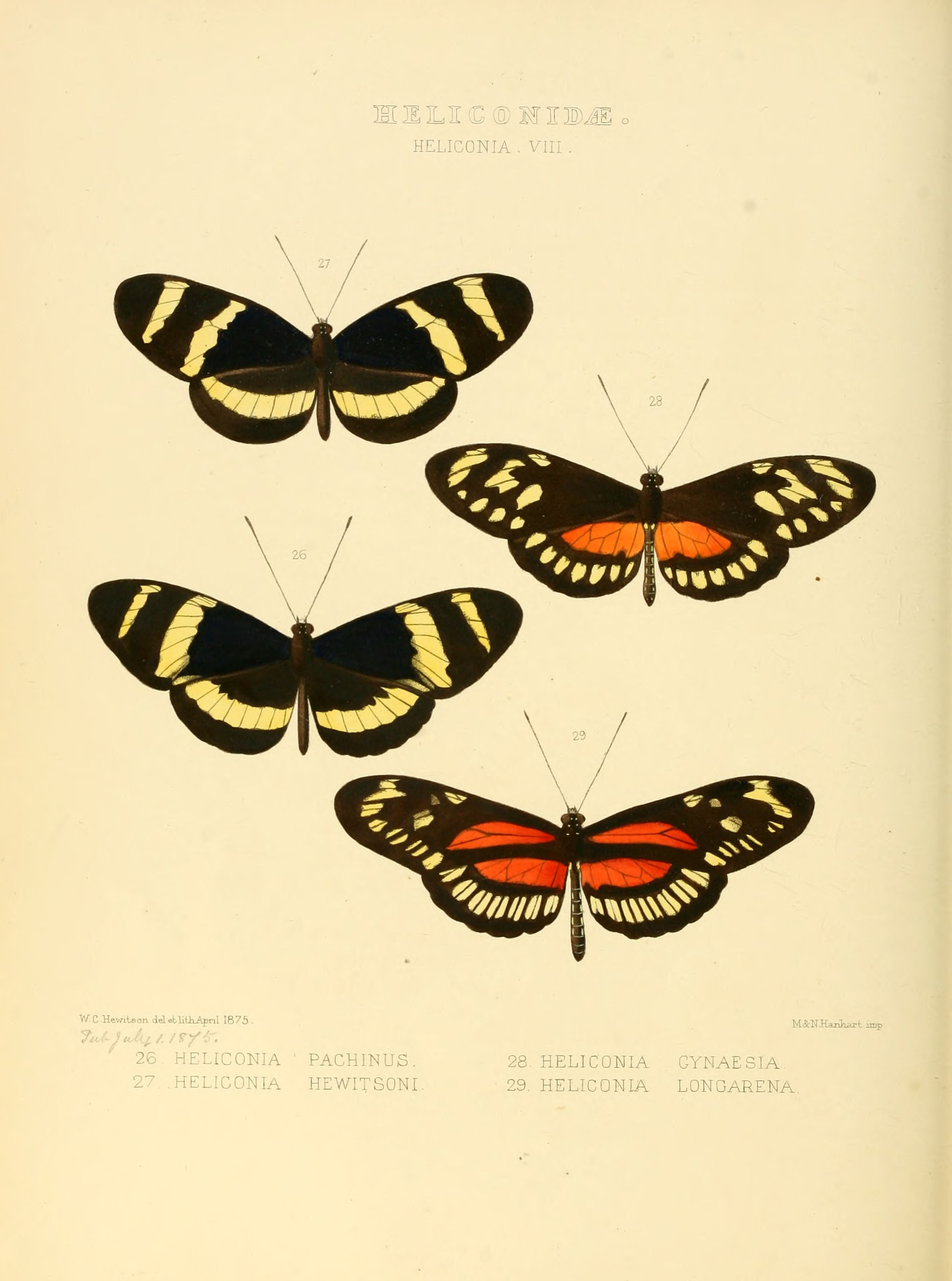
Ilustração de Heliconius: Figura 26. H. cydno; Figura 27. H. sapho; Figura 28. H. hecalesia; Figura 29. H. hecalesia.

## Espécies e área de distribuição
De acordo com Markku Savela, TOLWEB,, Palo Jr. e GBIF. 

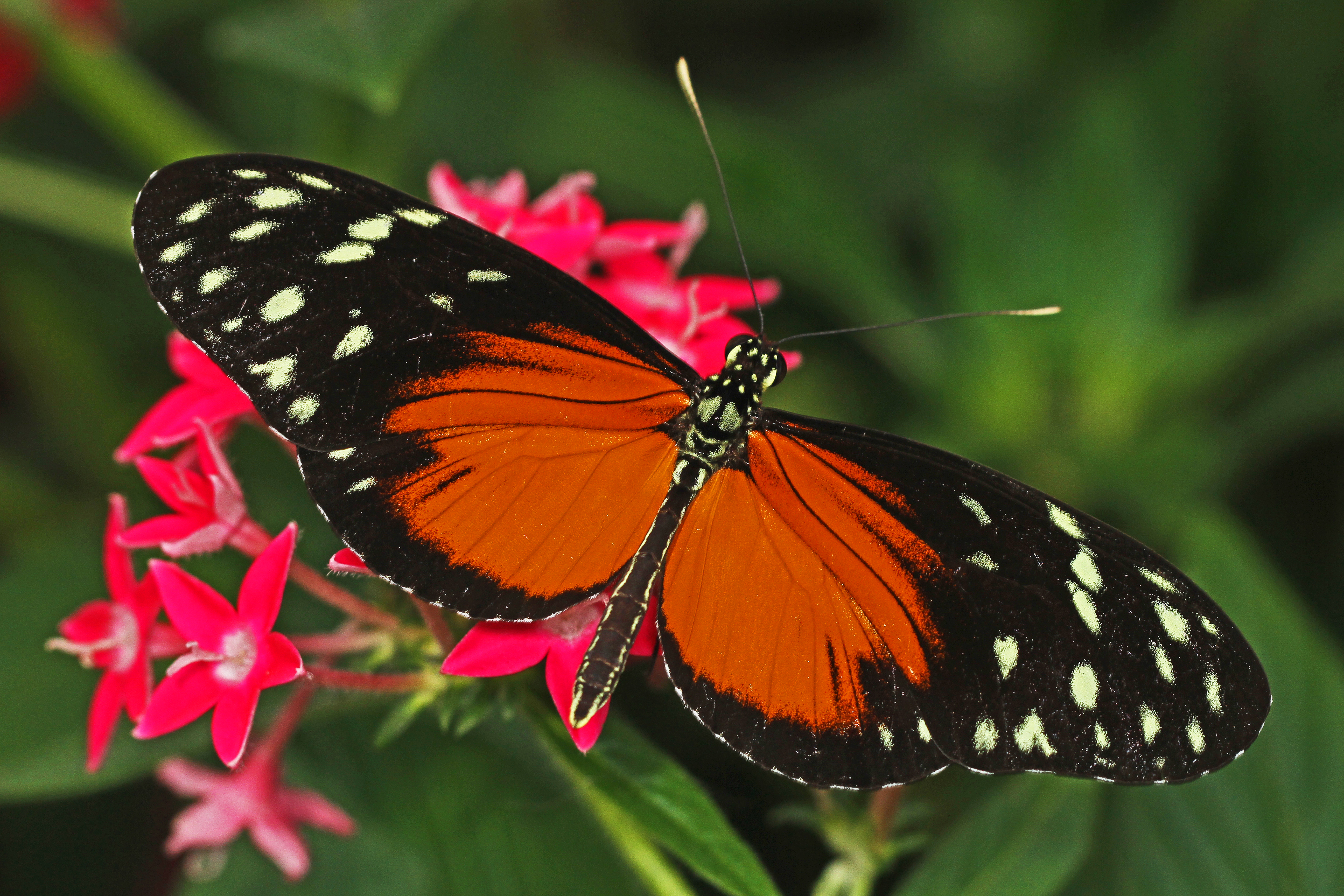
H. hecale

- Heliconius antiochus (Linnaeus, 1767) - Bacia amazônica e região andina (Peru).
- Heliconius astraea Staudinger, 1897 - Bacia amazônica.
- Heliconius atthis (Doubleday, [1847]) - Noroeste da América do Sul (região andina).
- Heliconius besckei (Ménétriés, 1857) - Brasil central[35] e Mata Atlântica do Brasil.
- Heliconius burneyi (Hübner, [1831]) - Bacia amazônica e região andina.
- Heliconius charithonia (Linnaeus, 1767) - Espécie-tipo: sul da América do Norte, América Central e região andina.
- Heliconius clysonymus Latreille, [1817] - América Central, norte da bacia amazônica e região andina.
- Heliconius congener Weymer, 1890 - Noroeste da América do Sul.
- Heliconius cydno Doubleday, 1847 - Sul da América do Norte, América Central e norte da América do Sul.
- Heliconius demeter Staudinger, [1897] - Noroeste da América do Sul (bacia amazônica e região andina).
- Heliconius doris (Linnaeus, 1771) = Laparus doris (Linnaeus, 1771)[27][42]
- Heliconius egeria (Cramer, 1775) - Norte da América do Sul e bacia amazônica.
- Heliconius eleuchia Hewitson, 1854 - América Central e noroeste da América do Sul.
- Heliconius elevatus Nöldner, 1901 - Bacia amazônica e região andina.
- Heliconius erato (Linnaeus, 1758) - Sul da América do Norte, América Central e América do Sul.
- Heliconius ethilla (Godart, 1819) - América Central e América do Sul.
- Heliconius hecale (Fabricius, 1776) - América do Norte, América Central e bacia amazônica. H. atthis

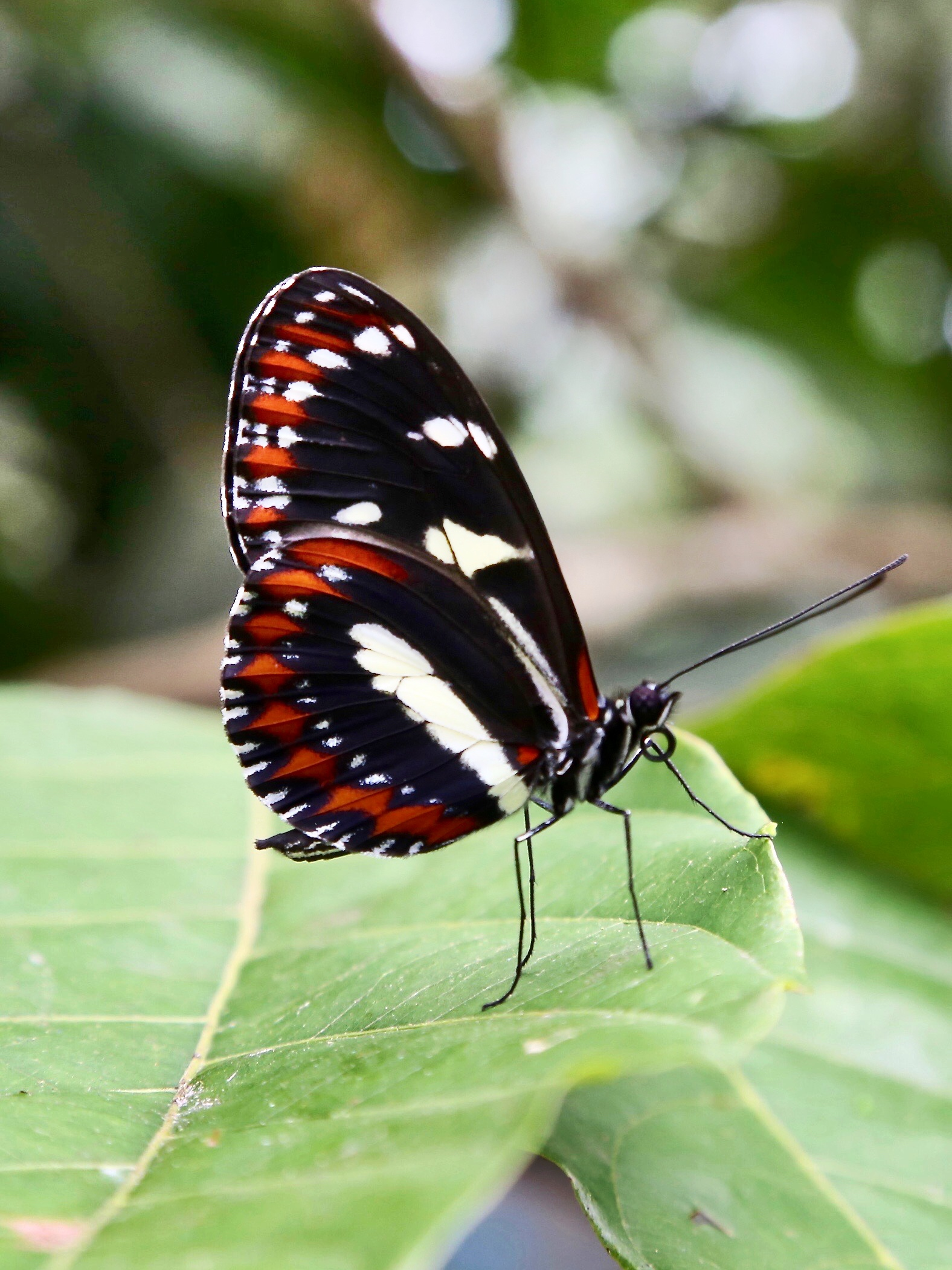
H. atthis

- Heliconius hecalesia (Hewitson, 1854) - Sul da América do Norte, América Central e norte da América do Sul.
- Heliconius hecuba (Hewitson, [1858]) - Noroeste da América do Sul (Equador e Colômbia).
- Heliconius hermathena (Hewitson, 1854) - Bacia amazônica.
- Heliconius heurippa (Hewitson, 1854) - Norte da América do Sul.
- Heliconius hewitsoni Staudinger, 1875 - América Central.[43]
- Heliconius hierax (Hewitson, 1869) - Equador.
- Heliconius himera (Hewitson, 1867) - Equador.
- Heliconius hortense (Guérin-Méneville, [1844]) - Sul da América do Norte, América Central e noroeste da América do Sul.
- Heliconius ismenius Latreille, [1817] - Sul da América do Norte, América Central e norte da América do Sul.
- Heliconius lalitae Brévignon, 1996 - Guianas.
- Heliconius leucadia Bates, 1862 - Noroeste da América do Sul (bacia amazônica e região andina).
- Heliconius luciana Lichy, 1960 - Norte da Venezuela.
- Heliconius melpomene (Linnaeus, 1758) - América Central e América do Sul (bacia amazônica, região andina, Brasil central e Mata Atlântica do sudeste e nordeste).
- Heliconius nattereri C. Felder & R. Felder, [1865] - Mata Atlântica do Brasil.
- Heliconius numata (Cramer, [1780]) - Noroeste da América do Sul (bacia amazônica, região andina e Brasil central), Espírito Santo.
- Heliconius pachinus Salvin, 1871 - América Central.[44]
- Heliconius pardalinus (Bates, 1862) - Noroeste da América do Sul (bacia amazônica e região andina).
- Heliconius peruvianus (C. Felder & R. Felder, 1859) - Peru.
- Heliconius ricini (Linnaeus, 1758) - Suriname e Trinidad.
- Heliconius sapho (Drury, 1782) - Sul da América do Norte, América Central e noroeste da América do Sul.
- Heliconius sara (Fabricius, 1793) - Sul da América do Norte, América Central e América do Sul.[1][35]
- Heliconius telesiphe (Doubleday, 1847) - Região andina. H. numata

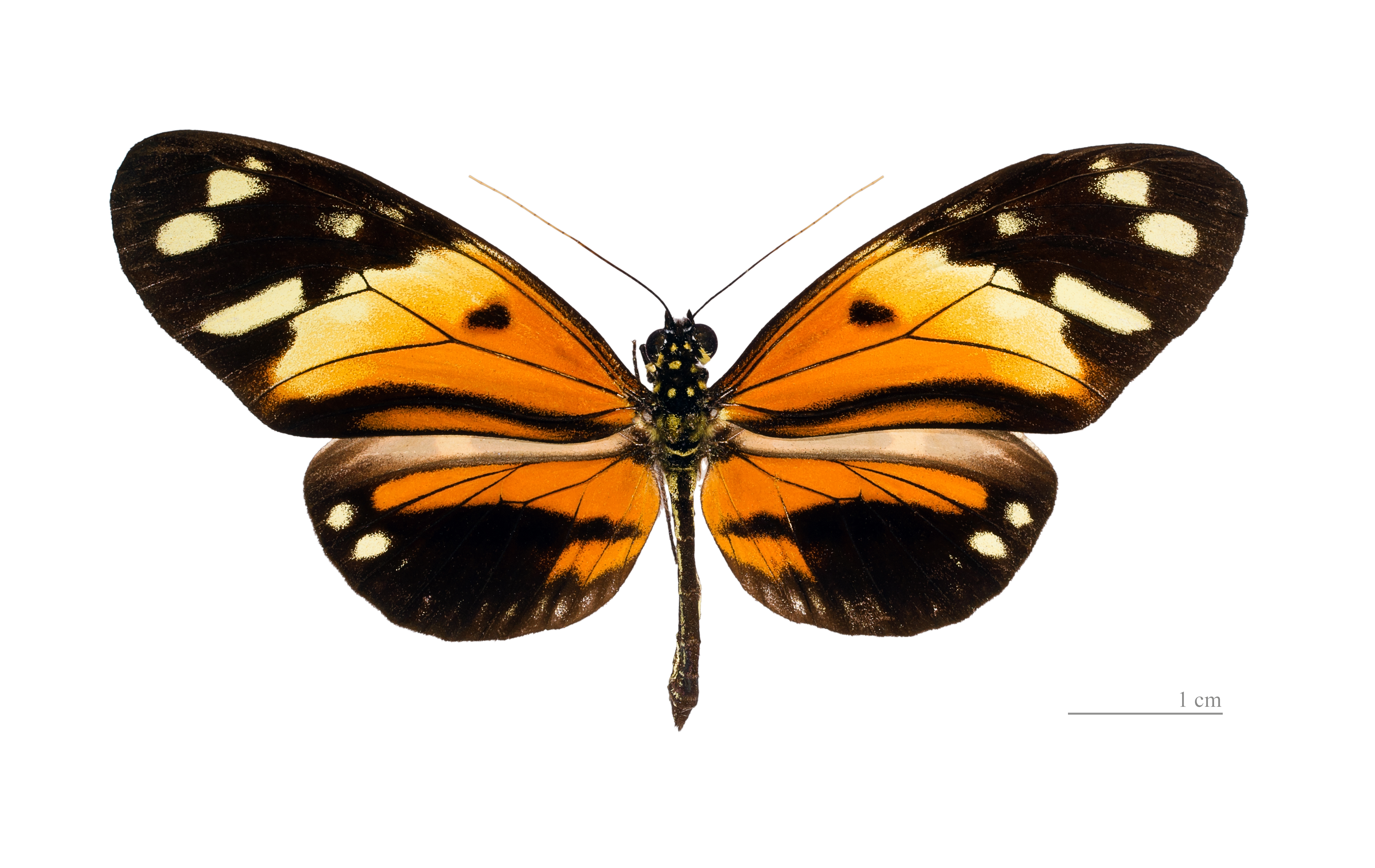
H. numata

- Heliconius timareta (Hewitson, 1867) - Região andina.
- Heliconius tristero Brower, 1996 - Colômbia.
- Heliconius wallacei Reakirt, 1866 - Noroeste da América do Sul (bacia amazônica, região andina e Brasil central).
- Heliconius xanthocles Bates, 1862 - Noroeste da América do Sul (bacia amazônica, região andina e Brasil central).